# Firmiano de Morais Pinto
Firmiano de Morais Pinto fue un político brasileño. Fue diputado federal y el 5° alcalde de São Paulo entre 1920 y 1926.
Nació en Itu, una ciudad del interior del estado de São Paulo, hijo de Francisca Emília de Morais y de Antonio José Pinto. Llegó de joven a la ciudad de São Paulo donde se formó en la Facultad de Derecho del Largo de São Francisco. En 1886, a los 25 años de edad, se casó con Cândida de Arruda Botelho, que era hija del Conde do Pinhal, Antônio Carlos de Arruda Botelho, miembro de la élite cafetera de la época. En 1891 asumió la gerencia del Banco União de São Carlos a pedido de su suegro que fue fundador del mismo. Ingresó a la política como secretario de policía del Consejero Francisco de Carvalho Soares Brandão que en ese momento era presidente de la provincia de São Paulo. 
Durante el tiempo que ejerció como juez municipal en Limeira, se convirtió en el primer juez de Brasil en ejecutar la Ley Áurea al declarar libres a todos los esclavos del municipio.  Fue elegido diputado federal por São Paulo y en 1920 ocupó el cargo de Alcalde de São Paulo y lo ejerció entre 1920 y 1926. Una de sus principales obras fue la apertura de la Plaza del Patriarca en abril de 1922 e inaugurado en 1925. Asimismo fue reconocido como héroe nacional, reconocido por el Supremo Tribunal, cuando se mantuvo junto a la población de la ciudad y la defendió durante la Revuelta Paulista de 1924
Entre 1922 y 1925, mientras era alcalde de la ciudad, presidió también el Jockey Club de São Paulo.
Falleció en 1938 a los 77 años y recibió diversos tipos de homenajes como el grado de comendador de la Orden Militar de Cristo de Portugal